# Agence spatiale iranienne
L'Agence spatiale iranienne (en persan : سازمان فضایی ایران, en anglais : Iranian Space Agency) est l'organisme de la République islamique d'Iran responsable du programme spatial. L'Iran est devenue une puissance spatiale en plaçant sur orbite à l'aide de son lanceur Safir 2 le satellite Omid le 2 février 2009.
L'Iran est l'un des 24 membres fondateurs du Comité des Nations unies pour l'utilisation pacifique de l'espace extra-atmosphérique, créé au cours de l'année 1958.
L'agence spatiale iranienne est membre de la Asia-Pacific Space Cooperation Organization, opérationnelle en 2008. 
Elle collabore avec les agences russe, chinoise et nord-coréenne[réf. nécessaire].

## Bases de lancement

### Semman
La base de lancement de Semnan est située à 60 km au sud-est de Semnan capitale de la province du même nom. 
Cette base assure le lancement de fusées Safir et Simorgh.
Deux pas de tirs y sont localisés :
- pas de tir Safir  (35° 14′ 05″ N, 53° 55′ 15″ E)
- le Centre spatial national Imam Khomeini (35° 15′ 30″ N, 53° 57′ 17″ E)

### Shahrud
Le site de lancement Shahrud (en) est situé à environ 40 km au sud-est de la ville de Shahrud, également dans la province de Semman (36° 12′ 02″ N, 55° 20′ 02″ E). 
Cette base est associée au lancement de fusée Qased.

### Chabahar
La base de lancement Chabahar (en) est une future base de lancement iranienne située à environ 65 km au sud-est de la ville de Chabahar. Il est prévu une mise en service à l'horizon 2031.